# Итонский колледж
Итонский колледж (англ. Eton College, полное название Королевский колледж Богоматери Итонской рядом с Виндзором, англ. The King’s College of Our Lady of Eton beside Windsor) — частная британская школа для мальчиков. Колледж был основан в 1440 году королём Генрихом VI. За время своего существования выпустил 21 премьер-министра Великобритании.
Итонский колледж находится в 30 км к западу от Лондона, на берегу Темзы, рядом с королевским Виндзорским замком. Официальный статус школы — частная школа-пансион для мальчиков в возрасте от 13 до 18 лет. Плата за обучение составляет 35 720 фунтов или 55 630 долларов в год. Одновременно в Итоне обучается 1300 студентов; некоторые из них ничего не платят за своё обучение, являясь почётными королевскими стипендиатами.

## История колледжа

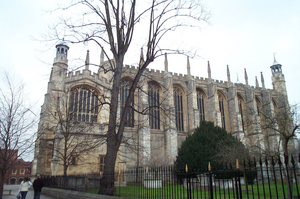
Часовня Итонского колледжа

Итонский колледж был основан в 1440 году по приказу английского короля Генриха VI. Задачей колледжа была подготовка будущих студентов для Королевского колледжа Кембриджского университета, также основанного Генрихом VI годом позже.
В архивных записях середины XVI века сохранились сведения о спартанском распорядке дня учащихся Итонского колледжа. Юноши вставали в 5 утра, читали молитву и к шести часам утра должны были быть в классах. Преподавание в те дни велось на латыни. Ровно в 8 часов вечера учащиеся возвращались в свои комнаты и после молитвы ложились спать. В течение дня средневековых студентов кормили всего два раза, а по пятницам был строгий пост. С каникулами тоже было нелегко — три недели на Рождество, в течение которых студенты оставались в колледже, и три недели летом, когда можно было наконец-то разъехаться по домам.
Став королём в 1461 году, Эдуард IV аннулировал все школьные гранты и перевёз бо́льшую часть реликвий и сокровищ в часовню Св. Георгия в Виндзоре, на другой стороне Темзы. Легенда гласит, что любовница Эдуарда, Джейн Шор, выступила в защиту школы. Считается, что она помогла сохранить большую часть школы.
После свержения Генриха VI строительство школьной часовни было остановлено. Были закончены только хоры.
Так как школа пострадала от снижения доходов ещё во время строительства, завершение и дальнейшее развитие школы зависело от богатых благотворителей. Строительство было возобновлено, когда Роджер Люптон стал ректором школы, около 1517 года. Его имя носят большие ворота на западе школы, открывающие вход на школьный двор, ставшие самым известным символом школы.

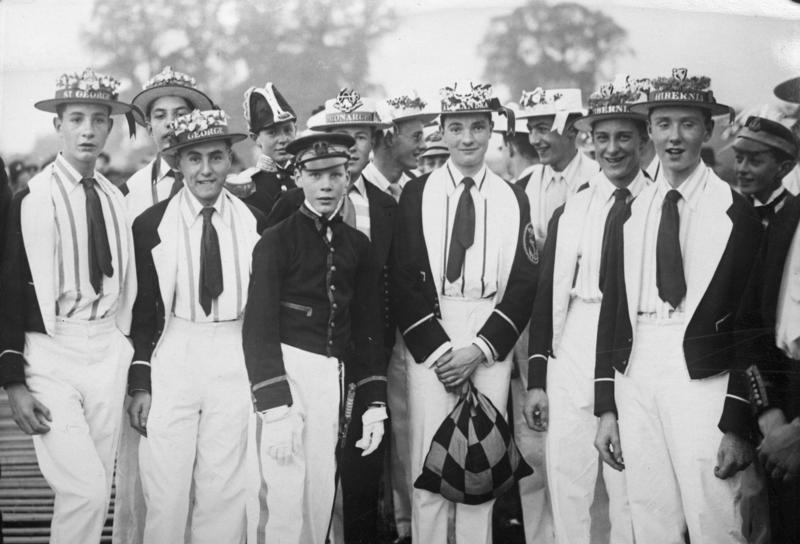
Студенты Итона на праздновании Четвёртого июня, 1932 год.

После Люптона никаких важных построек не производилось примерно до 1670 года, когда была построена галерея с западной стороны школьного двора. Она была реконструирована позже и была завершена в 1694 году Мэтью Бэнксом, Главным плотником Королевского двора. Последним дополнением к центральному зданию колледжа стала библиотека колледжа с южной стороны клуатра, построенная в 1725—1729 годах Томасом Роулендом. В ней хранится большое собрание книг и рукописей.
В XIX веке архитектор Джон Шоу младший (1803—1870) стал инспектором Итона. Он разработал Новые здания (1844—1846), реализовав проект ректора Фрэнсиса Ходжсона. Ректор хотел улучшить условия жизни студентов, которые до этого жили в Длинных Палатах (Long Chamber) на первом этаже, где условия проживания были ужасными.

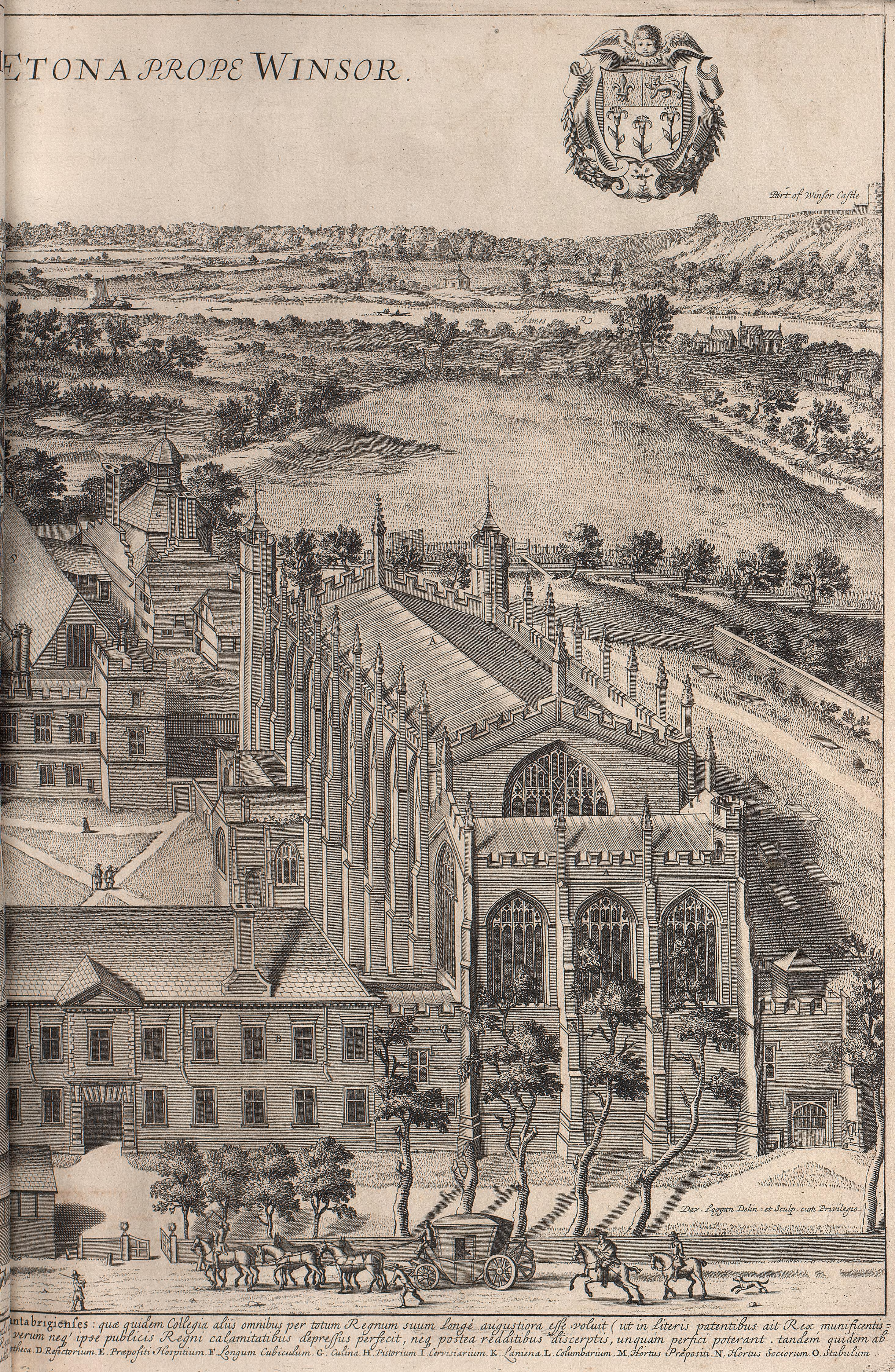
Итонский колледж (1690)
Гравюра Дэвида Логана

В ответ на постоянные жалобы о финансах, состоянии зданий и управлении Итоном в 1861 году была создана комиссия Кларендона по расследованию состояния девяти ведущих школ в Англии, включая Итон.
Очень большой и богатый Школьный зал и Школьная библиотека были возведены в 1906-1908 через дорогу от Верхней школы (Upper school) как мемориал выпускникам Итона, погибшим в англо-бурской войне. В клуатре и часовне Итона установлено много памятных досок в честь итонцев, погибших во время Первой мировой. Упавшая бомба разрушила часть Верхней школы во время Второй мировой войны и выбила много витражей и окон в часовне.
В 1959 году на территории колледжа был построен бункер для размещения ректора Колледжа и студентов в случае ядерной войны. В настоящее время бункер используется как склад.
В прошлом итонцев иногда обвиняли в антисемитизме. Какое-то время студенты колледжа называли новичков «евреями». В 1945 году в школе был введён Статут о гражданстве, требовавший, чтобы отец поступающего в колледж был британцем по рождению. Статут был отменён после вмешательства премьер-министра Гарольда Макмиллана в 1960-х.
На протяжении всей истории колледжа наблюдается его неразрывная связь с британским королевским домом. Это связано с тем, что, во-первых, колледж всегда находился под особым патронажем королевской семьи, а, во-вторых, немаловажен тот факт, что колледж расположен фактически в нескольких шагах от королевского замка Виндзор. Король Георг III, занимавший престол 60 лет с 1760 по 1820 годы, практически всю свою жизнь прожил в Виндзоре. Он часто заходил в колледж поболтать с профессорами и студентами. Будущий британский монарх принц Уильям, так же как и его младший брат принц Гарри, являются выпускниками Итона.

## Ректоры
Полный список ректоров в английской Википедии.
- 1440—1442: Генри Север
- 1442—1447: Уильям Уэйнфлит
- 1447: Джон Клерк
- 1447: Уильям Уэстбери
- 1477: Томас Баркер (избран, но отказался от должности)
- 1477—1504: Генри Бост
- 1504—1535: Роджер Люптон
- 1535—1547: Роджер Олдрич
- 1547—1554: сэр Томас Смит
- 1554—1559: Генри Коул
- 1559—1561: Уильям Билл
- 1561: Ричард Брюэн (выборы аннулированы)
- 1561—1596: Уильям Дэй
- 1596—1622: сэр Генри Савил
- 1622—1623: сэр Томас Маррей
- 1624—1639: сэр Генри Уоттон
- 1639—1644: Ричард Стюарт
- 1644—1659: Франсис Рос
- 1659—1660: Николас Локьер
- 1660—1661: Николас Монк
- 1662—1665: Джон Мередит
- 1665—1680: Ричард Эллестри
- 1681—1695: Закари Крэдок
- 1695—1732: Генри Годолфин
- 1733—1746: Генри Бланд
- 1746—1765: Стивен Слич
- 1765—1781: Эдвард Барнард
- 1781—1791: Уильям Хэйворд Робертс
- 1791—1809: Джонатан Дэвис
- 1809—1840: Джозеф Гудолл
- 1840: Джон Лонсдейл (избран, но отказался от должности)
- 1840—1853: Франсис Ходжсон
- 1853—1862: Эдвард Кревен Хотри
- 1862—1884: Чарлз Олд Гудфорд
- 1884—1909: Джеймс Джон Хорнби
- 1909—1918: Эдмонд Варр
- 1918—1936: Монтегю Родс Джеймс
- 1936—1944: лорд Хью Сесил (лорд Куиксвуд с 1941)
- 1945—1949: сэр Генри Мартин
- 1949—1965: сэр Клод Ауреллиус Эллиот
- 1965—1978: барон Гарольд Качча
- 1978—1991: барон Мартин Чартерис
- 1991—2000: сэр Энтони Акланд
- 2000—2009: сэр Эрик Андерссон
- 2009—н. в.: барон Уильям Уолдгрейв

## Учебные циклы в школе
В Итоне есть три академических периода (известных как половины):
- Михайлова половина, с начала сентября до середины декабря.
- Постная половина, с середины января до конца марта.
- Летняя половина, с конца апреля до конца июня — начала июля.

Они называются половинами, потому что раньше школьный год был разделён на две половины, между которыми студенты разъезжались по домам.

## Колледжи Итона

### King’s Scholars (Королевские стипендиаты)
Один из колледжей зарезервирован для 70 студентов, чье обучение оплачивается из средств университета (может быть оплачено до 90 % стоимости — в зависимости от их возможностей) и называется College. Название «King’s Scholars» связано с тем, что школа была основана королём Генрихом VI в 1440 году и является королевским даром. Изначально в школу набрали только 70 студентов, половина из которых ранее обучалась в колледже Винчестер; все мальчики получали образование за счёт короля.

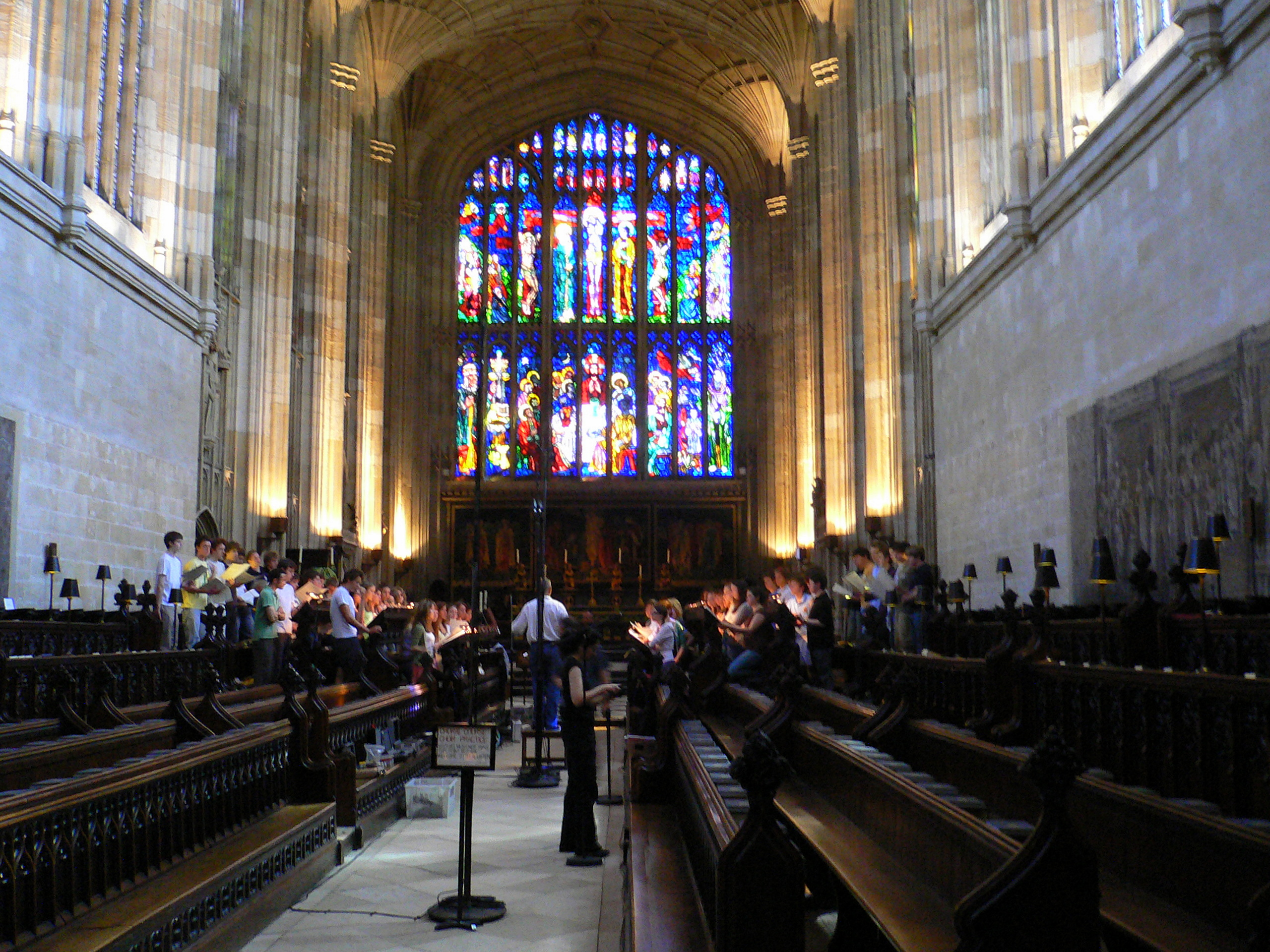
Интерьер Итонской часовни

Студенты College, King’s Scholars, имеют право на использование букв «KS» после их имени. Кроме того, их можно узнать по чёрной мантии, которую они носят поверх фрака. Благодаря этой одежде у студентов появилось прозвище Буксиры (tugs, от лат. togati, те, кто носят мантии); также иногда они надевают стихарь во время служб в часовне.

### Oppidans
С ростом школы всё большему количеству студентов было разрешено проходить обучение при условии, что они сами будут платить за учёбу и покрывать собственные расходы, а также будут жить в городе, за пределами основных зданий колледжа. Эти новые студенты стали известны как oppidans, от латинского слова oppidum, которое обозначало временный город-крепость в Римской империи. Со временем для этих студентов были построены здания в самом колледже, чтобы они могли проживать в более благоприятной обстановке, в течение XVIII и XIX веков эти колледжи, как правило, находились под управлением женщин, которых называли «дамами». В каждом колледже, как правило, проживает около 50 мальчиков.
Не все мальчики, которые сдают вступительный экзамен в Итон, выбирают колледж King’s Scholars. Если они выбирают какой-то из 24-х oppidan-колледжей, то их называют oppidans. Мальчики, проявившие серьёзные академические способности, получают право называться Oppidan Scholars и имеют право использовать буквы «OS» после их имени.

### Структура колледжей
В дополнение к Главе колледжа, у каждого колледжа есть Капитан и Капитан по играм. Библиотекой называется комната, в которой у студентов последнего курса есть собственные кухни. Комната с подобным назначением, используемая студентами предпоследнего курса, называется Дебаты.
Общие собрания студентов колледжа проводятся каждый вечер. Они также известны как Молитвы, в связи с их изначальной природой. Глава колледжа и мальчики имеют возможность делать объявления, иногда проводятся небольшие представления.
Большую часть истории Итона младшие должны были выступать в качестве денщиков или слуг для старших мальчиков. В их обязанности входили: уборка, приготовление пищи и выполнение различных поручений. Такая практика, известная как fagging, существовала в большинстве колледжей до 1970-х. Капитаны колледжей до сих пор иногда дают поручения первокурсникам, например, забирать почту из школьной канцелярии.

## Униформа
Школа известна своими традициями, в том числе своей формой, которая состоит из чёрного фрака (или визитки), жилета, воротничка и брюк в тонкую полоску. Большинство учеников носят белый галстук, но некоторые старшекурсники имеют право носить белую бабочку и итальянский воротник.

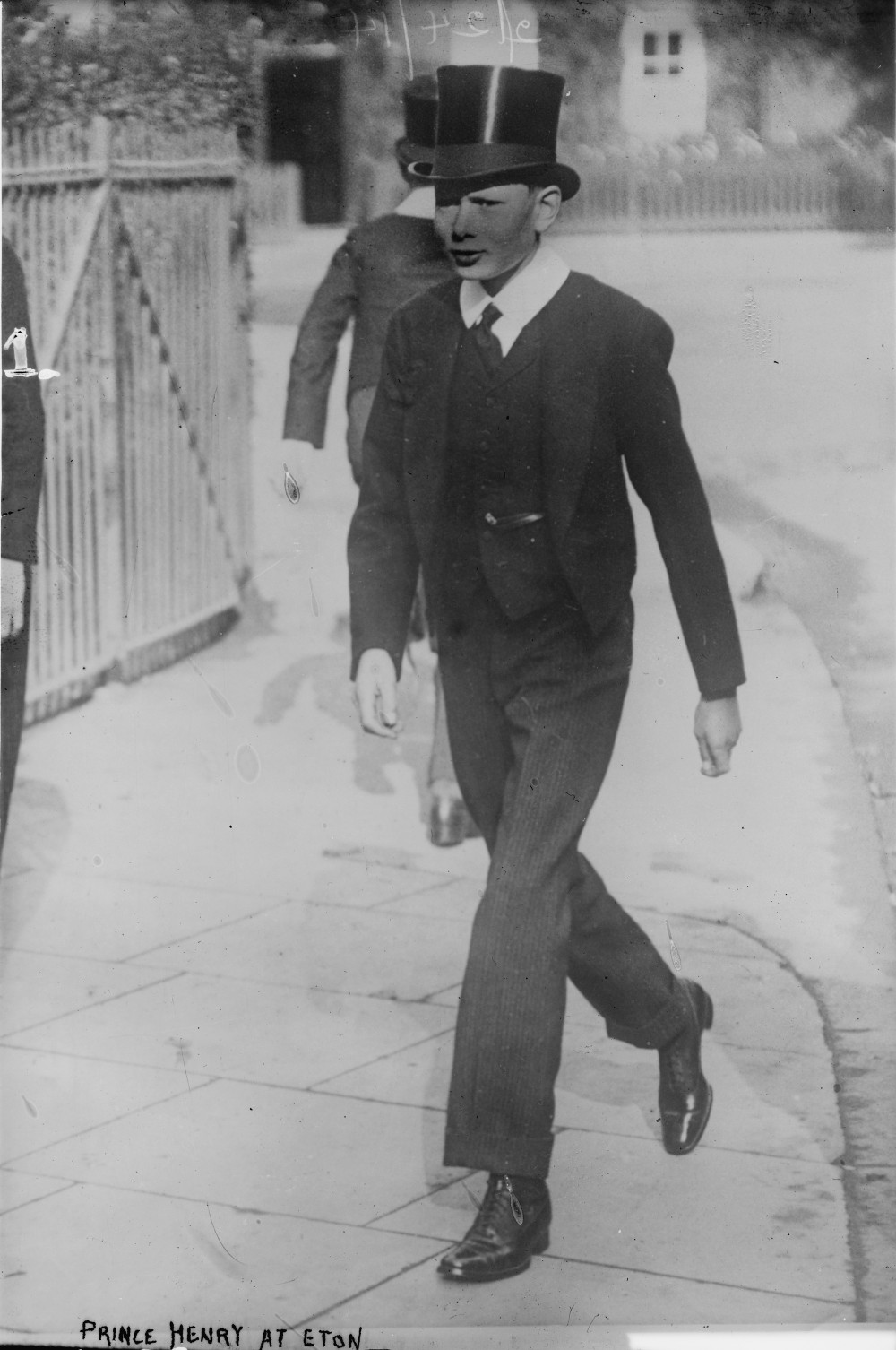
Принц Генри, третий сын короля Георга V в Итонском костюме в 1914 году.

Бытующее утверждение, что существующая форма появилась из-за траура после смерти короля Георга III, неверно. «Итонский костюм» претерпел значительные изменения с момента его стандартизации в XIX веке. Первоначально «итонский костюм» (вместе с цилиндром и тростью) был предназначен только для церемоний. Члены профессорско-преподавательского состава обязаны носить школьное платье во время работы. Итонский костюм был скопирован многими другими школами и по сей день используется в некоторых из них, например, в хоровых училищах.

## Преподаватели и обучение
Количество учеников и преподавателей соотносится по коэффициенту 8:1, что ниже общешкольных стандартов. В одном классе обучается от двадцати до двадцати пяти студентов в первый год обучения, на последнем году зачастую остаётся около десяти или меньше того.
На заре существования школы обучение было сконцентрировано на молитвах и латинском языке. Позднее акцент был сделан на классических науках, среди которых наиболее важными были латынь, древняя история, а для мальчиков с достаточными способностями — древнегреческий язык. Начиная со второй половины XIX века, эта учебная программа изменилась и расширилась: например, в настоящее время более 100 студентов изучают китайский язык, который является внеплановой учебной программой. В 1970-е годы в Итоне был только один школьный компьютер. Сегодня все мальчики имеют ноутбуки, школьная локальная сеть соединяет все классы и спальни мальчиков и связывает их с Интернетом.
Основная ответственность за успеваемость студента лежит на Главе его колледжа, но, как правило, ему помогают дополнительные учителя — тьюторы. Каждый вечер в расписании выделен час с четвертью, более известный как Тихий час, который мальчики должны тратить на учёбу или подготовку заданий для своих учителей, если нет иных занятий. В некоторых колледжах, в зависимости от решения его Главы, существует второй Тихий час после вечерней молитвы. Это менее формальное время, во время которого мальчикам разрешено посещать комнаты друг друга.

## Стимулы и санкции
Итон имеет хорошо отлаженную систему поощрения учеников, для того чтобы поддерживать высокие стандарты обучения. Отлично выполненная работа может быть награждена и отмечена, а также показана тьютору ученика как свидетельство прогресса. Если ученик особенно хорошо успевает по любому из предметов, он может быть отмечен за усилия перед директором школы.
Если мальчик написал выдающееся произведение, оно может быть отправлено для сохранения в архиве колледжа, чтобы с ним могли ознакомиться будущие ученики Итона. Эта форма поощрения существует примерно с XVIII века. Так как это происходит довольно редко, для большинства студентов Итона этот процесс кажется таинственным. Преподаватель, желающий отправить хорошее произведение в архив, должен получить разрешение начальника соответствующего отдела. После того как оно получено, работа специально помечается и студент получает карту, которая подписана Главой колледжа, тьютором и главой отделения.
Если же ученик написал плохую работу, то она специально надрывается. Работа разрывается в верхней части листа и передается тьютору для ознакомления и подписи.
Экзамены проводятся в конце осеннего триместра для всех учащихся, а в конце летнего семестра — для тех, кто учится первый и второй год.
Мальчик, который опаздывает на любые уроки и занятия, должен расписываться в специальном реестре, который ведётся в офисе школы, между 7:35 и 7:45 каждое утро в ходе срока отбывания наказания (обычно наказание длится три дня). При более серьёзных проступках мальчик вызывается с уроков, чтобы директор лично поговорил о его поведении. Но правило действует и в обратную сторону: если преподаватель опаздывает более чем на 15 минут, ученики могут перестать его ожидать и пропустить всё время занятия.
Традиционная форма наказания заключается в переписывании латинских гекзаметров. Как правило, нарушители должны скопировать 100 гекзаметров, а за более серьёзные правонарушения нужно переписать «Георгики» (более 500 гекзаметров). Наказание «Георгиками» сейчас используется редко, но всё же иногда происходит.

### Телесные наказания

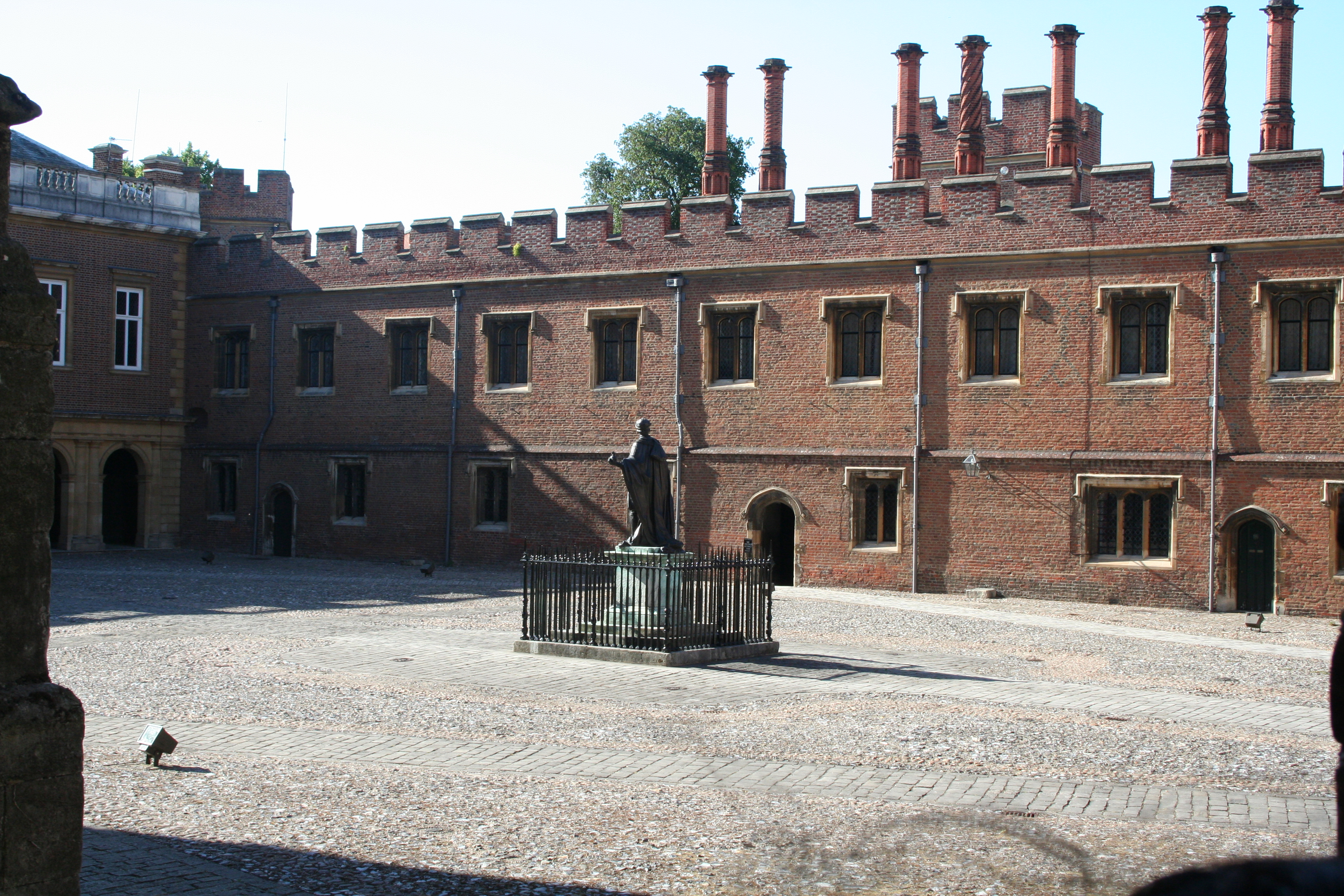
Школьный двор Итона

Традиционно Итон славился своим применением телесных наказаний, известных как «избиение» (beating). В XVI веке пятницу назвали «днём порки».
До 1964 года учеников Итона секли розгами по обнажённым ягодицам, наказание проводилось в присутствии других учеников. Энтони Ченевикс-Тренч, бывший директором с 1964 по 1970, заменил обычные розги на трость, удары которой также наносились по обнажённым ягодицам, но наказание проводилось в кабинете директора.
К середине 1970-х годов единственными людьми, которым было дозволено наказывать поркой, стали директор и его заместитель.
В 1980-е годы телесные наказания прекратились, последнее наказание тростью в Итоне было зафиксировано в январе 1984 года.

## Музыка и театр

### Музыка

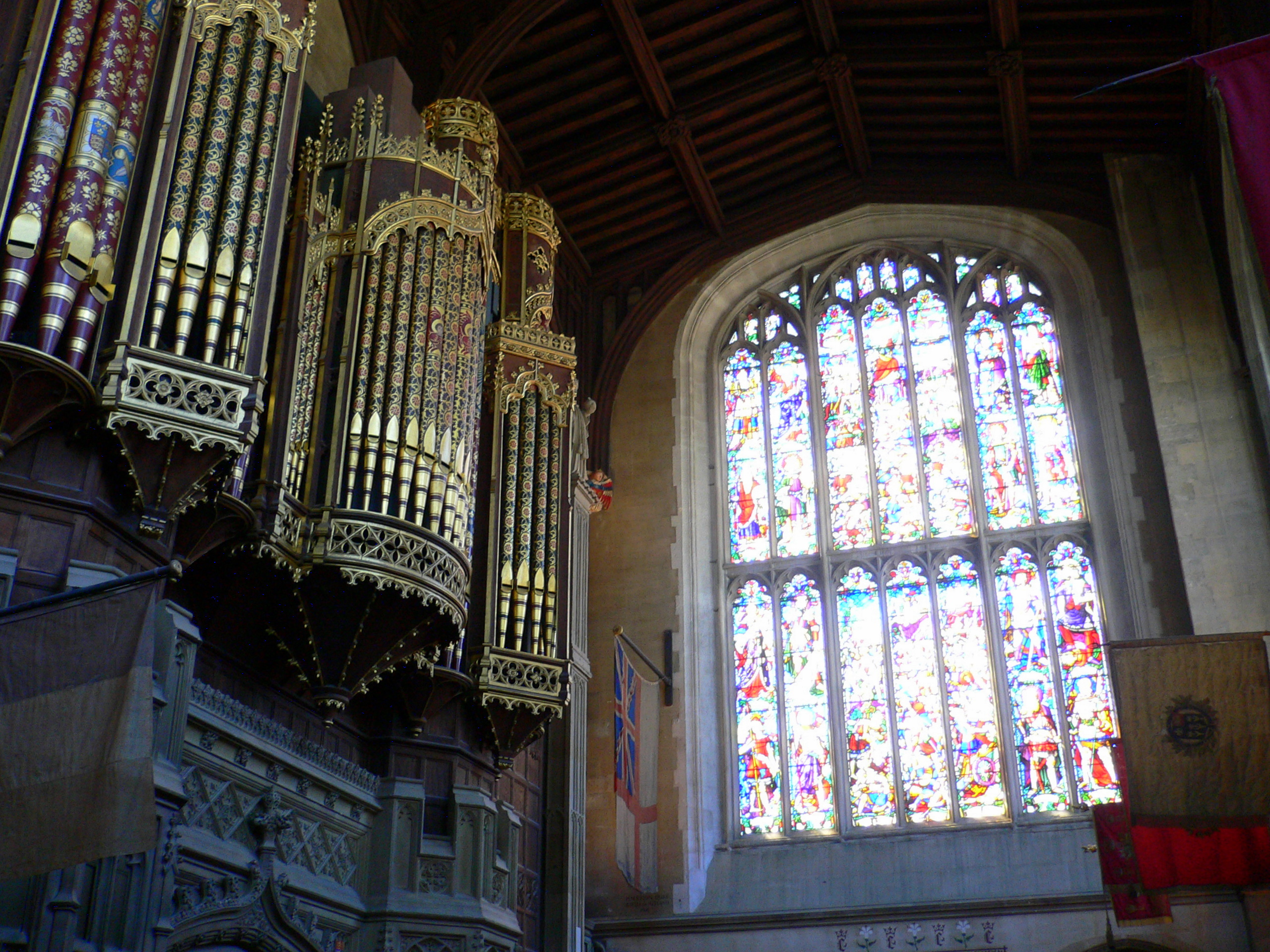
Орган Итонской часовни

Нынешним «Регентом» (руководитель музыкального отделения) является Тим Джонсон. Школа может похвастаться восемью органами и концертным залом. Производится обучение игре на разных инструментах, в том числе и редких, например на диджериду. Школа принимает участие во многих национальных конкурсах, многие ученики участвуют в Национальном молодёжном оркестре, Итон даёт стипендии талантливым музыкантам. В школе существует хор и курсы хорового пения.

### Театр
В Итоне ежегодно ставится большое количество пьес, существует главный театр под названием Farrer (вместимостью 400 человек) и 2 театра-студии — Caccia и Empty Space (вместимостью на 90 и 80 человек). Около 8—9 пьес ставятся колледжами, около 3 или 4 являются независимыми (они не ограничиваются лишь одним колледжем, продюсером, режиссёром; пьесы финансируются Итоном). Школьные спектакли имеют такую хорошую репутацию, что, как правило, все места в зале забронированы заранее.
В последние годы в колледже были поставлены: музыкальная версия комедии Еврипида «Вакханки» (октябрь 2009 года), «Вишнёвый сад» (февраль 2011 года) «Процесс» (октябрь 2011 года) и «Сирано де Бержерак» (май 2012 года). Студенты также отвечают за свет, звук и режиссуру всех производств, под руководством нескольких профессиональных работников театра.
Каждый год Итон нанимает профессионального режиссёра на один год, который обычно направляет театральную труппу колледжа, а также обучает игре большинство театральных групп Итона.

## Праздники
Самый известный праздник Итона называется «Четвёртое июня» — это празднование дня рождения короля Георга III, большого покровителя Итона. Этот день отмечается процессией лодок, в начале которой плывут старинные деревянные гребные лодки. Как и официальный день рождения короля, «Четвёртое июня» отмечается не именно 4 июня, а в среду перед первым воскресеньем июня. Итон также отмечает День Святого Андрея, в который происходит игра в Итонский пристенок.

## «Старые Итонцы»

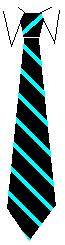
Галстук Старого Итонца

Бывших учеников Итона называют Старыми Итонцами (Old Etonians). Итон выпустил двадцать британских премьер-министров, в их числе: сэр Роберт Уолпол, Уильям Питт Старший, герцог Веллингтон, Уильям Гладстон, Артур Джеймс Бальфур, Гарольд Макмиллан,   Дэвид Кэмерон и Борис Джонсон.
Среди писателей также немало выпускников Итона: Генри Филдинг, Томас Грей, Гораций Уолпол, Олдос Хаксли, Перси Биши Шелли, Роберт Бриджес, Джордж Оруэлл, Энтони Поуэлл, Сирил Коннолли и Ян Флеминг.
Среди других известных выпускников Итона: учёные Роберт Бойль, Джон Мейнард Смит, Джон Холдейн, и Джон Гёрдон, денди Джордж Браммелл, экономисты Джон Мейнард Кейнс и Ричард Лейард, исследователь Антарктики Лоуренс Оутс, политик Алан Кларк, исследователь сэр Ранульф Файнс, путешественник Беар Гриллс, композиторы Томас Арн, Хьюберт Парри, и Питер Уорлок, музыканты Фрэнк Тёрнер и Хамфри Литтлтон, актёры Джереми Бретт, Хью Лори и Том Хиддлстон а также Генри Ричард Вассалл-Фокс, 3-й барон Холланд.
Единственный выпускником Итона из СССР стал Владимир Кожекин — в 1991 году в Итон пригласили шестерых детей из разных стран мира, в том числе одного советского мальчика, которым и стал Кожекин; за время его обучения СССР прекратил своё существование.

## Итон в XXI веке

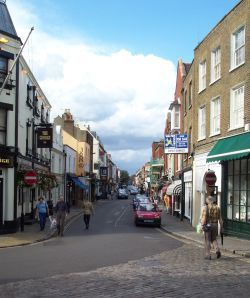
Главная улица Итона, ведущая от Виндзорского моста к Итонскому колледжу

Несмотря на свою почти 600-летнюю историю, современный Итонский колледж оснащён по стандартам XXI века. Факультеты физики, химии и биологии по количеству и качеству экспериментальных установок обойдут многие университеты. Обучение актёрскому мастерству проводится на базе своего собственного театра на 400 мест, с профессиональным светом и звуком. В центре дизайна и технологий студенты конструируют новые модели гоночных автомобилей. Юные музыканты имеют уникальную возможность работать в профессиональной студии звукозаписи. Факультеты иностранных языков поражают богатством выбора: на сегодняшний день 150 студентов изучают китайский, 70 — японский и 50 — арабский язык. Европейские языки входят в обязательную школьную программу, есть также факультет русского языка и литературы.
Итон является полноценной школой-пансионом. Проживание в колледже — в одноместных комнатах, оснащённых Интернетом и оптической компьютерной сетью. Каждый студент колледжа имеет свой ноутбук.
В школе можно заниматься всеми возможными видами спорта. Однако самые популярные — традиционные футбол, регби, крикет. По результатам выпускных экзаменов A-levels Итон стабильно занимает первые места в британских рейтинговых таблицах. И это не удивительно: ведь отбор при поступлении в колледж довольно жёсткий. Несмотря на то, что в колледж поступают в 13 лет, первые вступительные экзамены мальчики сдают уже в 10-11 лет. Отобранные счастливцы должны пройти «второй тур» уже в возрасте 13 лет, куда входят экзамены не только по таким традиционным предметам как математика и физика, но и по истории, географии, французскому, латыни, религиям и точным наукам.
В честь Итона назван популярный в Англии десерт, Итонская путаница (англ. Eton mess), изобретённый здесь же.

## Как поступить иностранному школьнику
Из-за сложного и длительного процесса приёма в колледж иностранному школьнику поступить в Итон непросто. Кроме практически свободного владения английским языком, необходимо ещё и иметь навыки сдачи экзаменов и написания тестов, хорошее знание английской литературы, умение «мыслить» и «действовать» так, как это принято в английских частных школах. Единственный способ подготовить мальчика из другой страны к поступлению в Итон — это привезти его в Англию в возрасте 7-9 лет и определить в одну из подготовительных школ-пансионов, где он будет учиться вместе с английскими детьми, которых готовят к поступлению в Итон по специальной программе.